# Leichtathletik-Europameisterschaften 2018/10.000 m der Frauen

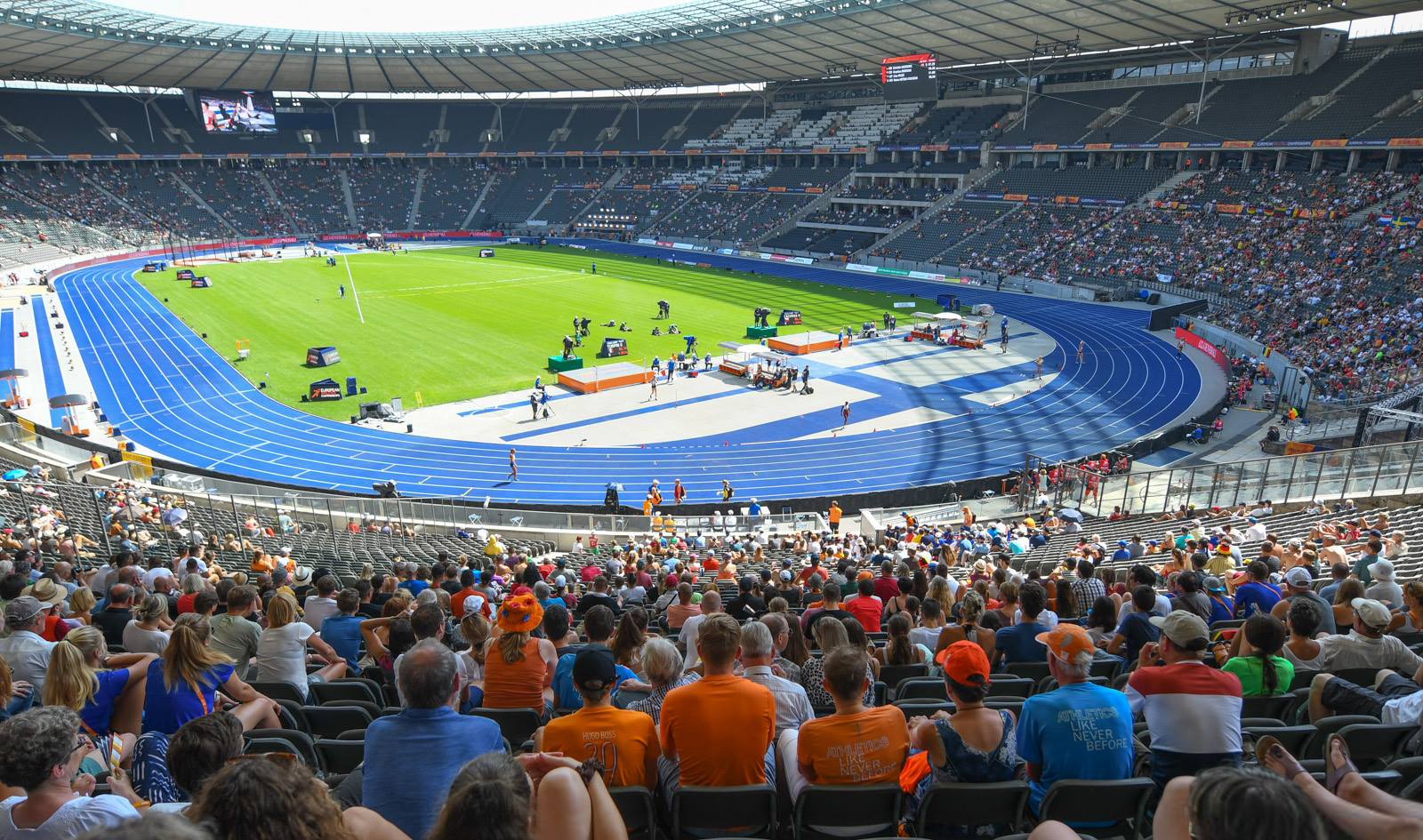
Das Berliner Olympiastadion am 9. August 2018

Der 10.000-Meter-Lauf der Frauen bei den Leichtathletik-Europameisterschaften 2018 fand am 8. August im Olympiastadion in der deutschen Hauptstadt Berlin statt.
Europameisterin wurde Lonah Chemtai Salpeter aus Israel. Die Niederländerin Susan Krumins gewann die Silbermedaille. Bronze ging an die Deutsche Alina Reh.

## Rekorde
| Weltrekord           | 29:17,45 min | Almaz Ayana       | OS Rio de Janeiro, Brasilien   | 12. August 2016 |
| Europarekord         | 29:56,34 min | Elvan Abeylegesse | OS Peking, Volksrepublik China | 15. August 2008 |
| Meisterschaftsrekord | 30:01,09 min | Paula Radcliffe   | EM München, Deutschland        | 6. August 2002  |

Der bestehende EM-Rekord wurde bei diesen Europameisterschaften nicht erreicht. Mit ihrer Siegzeit von 31:43,29 min blieb die israelische Europameisterin Lonah Chemtai Salpeter 1:42,20 min über dem Rekord. Zum Europarekord fehlten ihr 1:46,95 min, zum Weltrekord 2:25,84 min.

## Doping
In diesem Wettbewerb gab es einen Dopingfall. Die Schwedin Meraf Bahta, ursprünglich auf Platz drei, wurde im Jahr 2019 wegen Verstößen gegen die Antidopingbestimmungen für ein Jahr gesperrt.

## Legende
Kurze Übersicht zur Bedeutung der Symbolik – so üblicherweise auch in sonstigen Veröffentlichungen verwendet:
| PB  | Persönliche Bestleistung                 |
| DNF | Wettkampf nicht beendet (did not finish) |
| DOP | wegen Dopingvergehens disqualifiziert    |

## Ergebnis

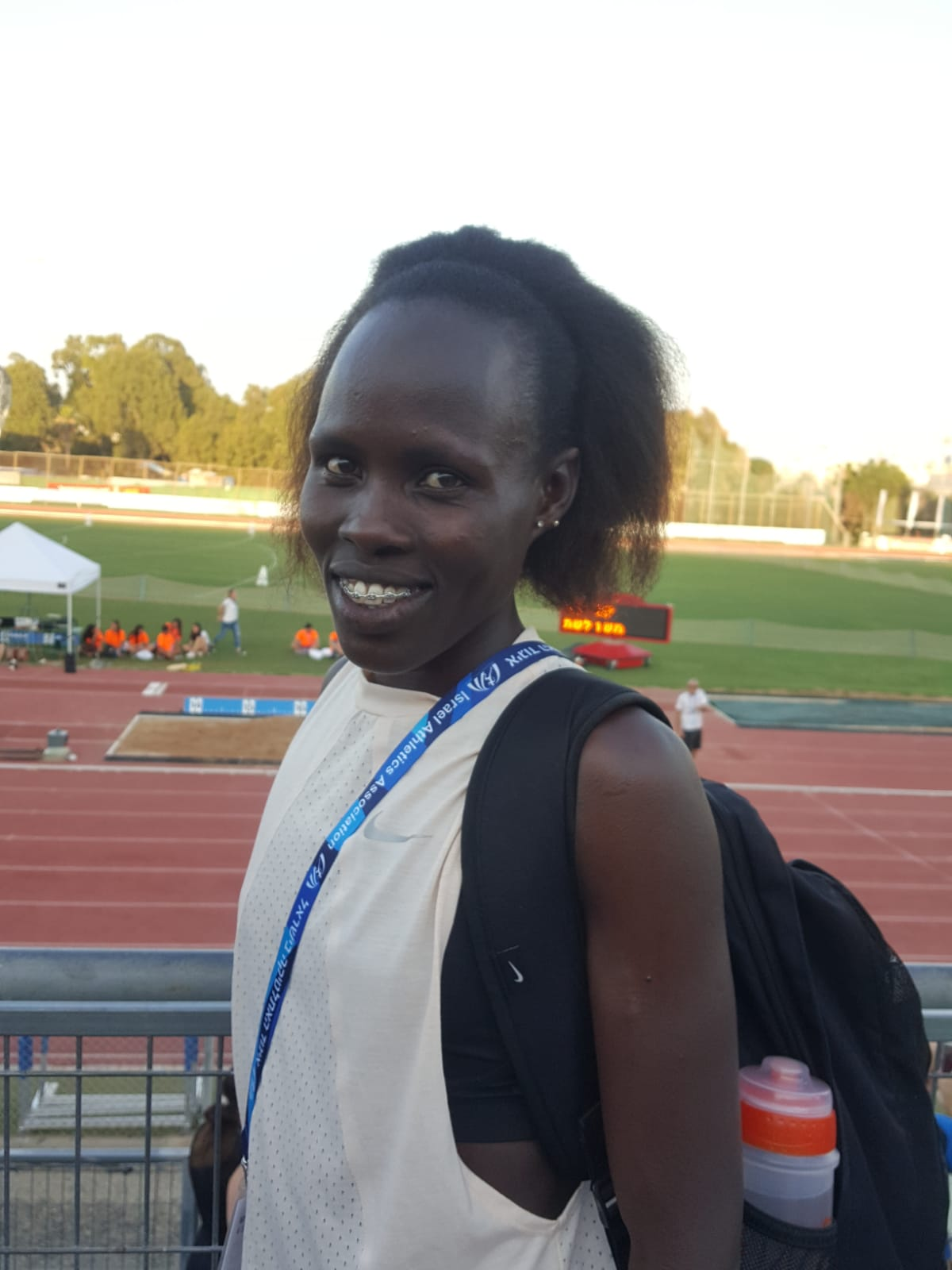
Europameisterin Lona Chemtai Salpeter

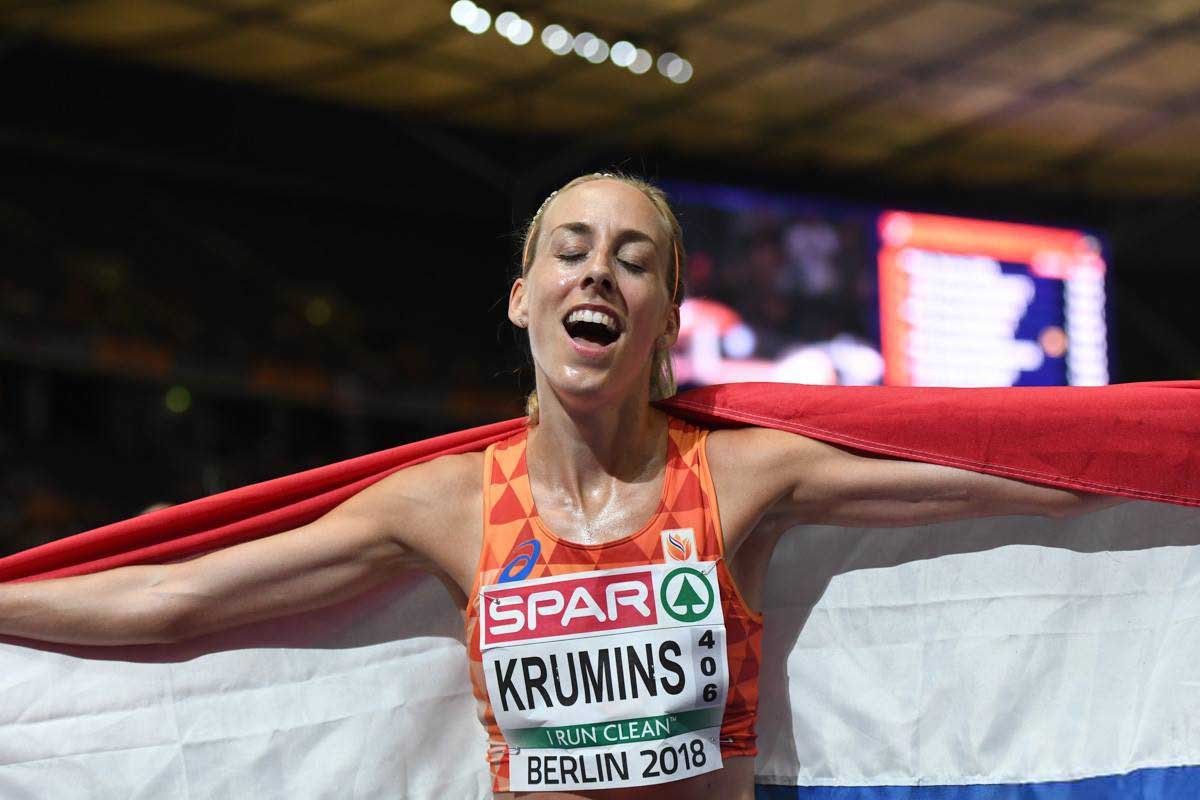
Vizeeuropameisterin Susan Krumins

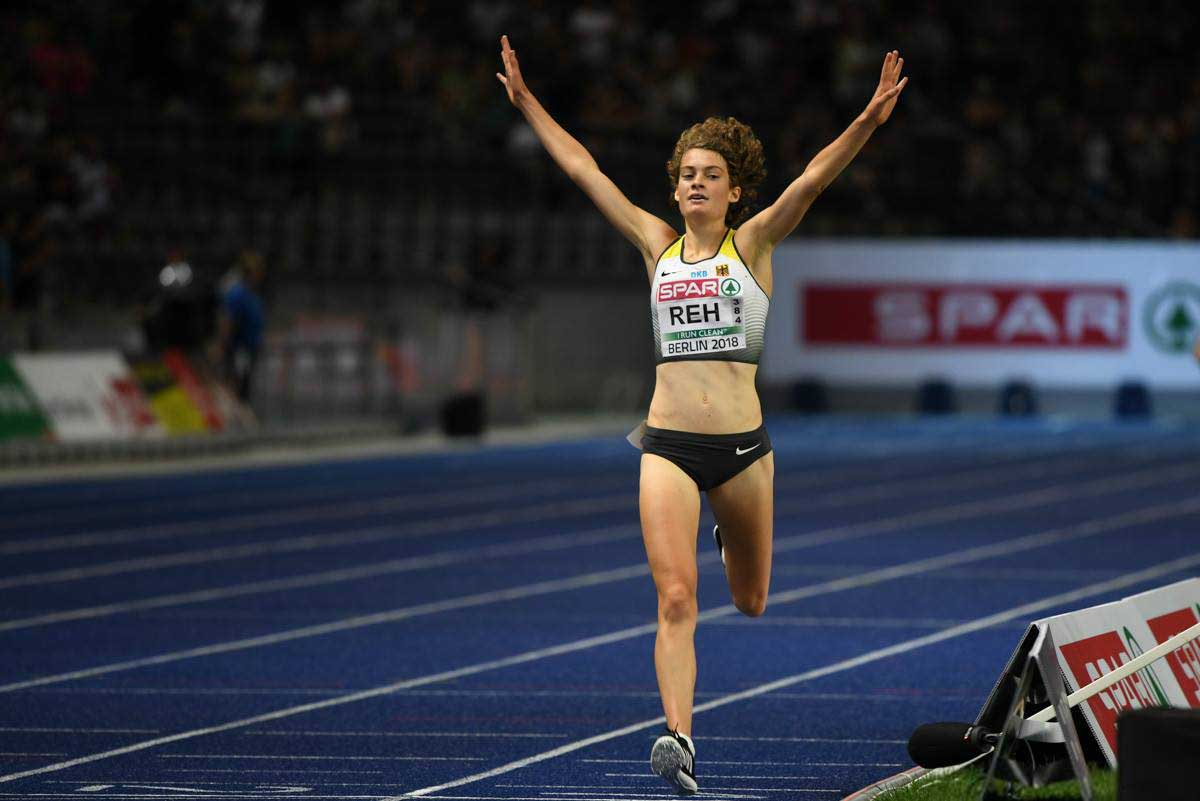
Bronzemedaillengewinnerin Alina Reh

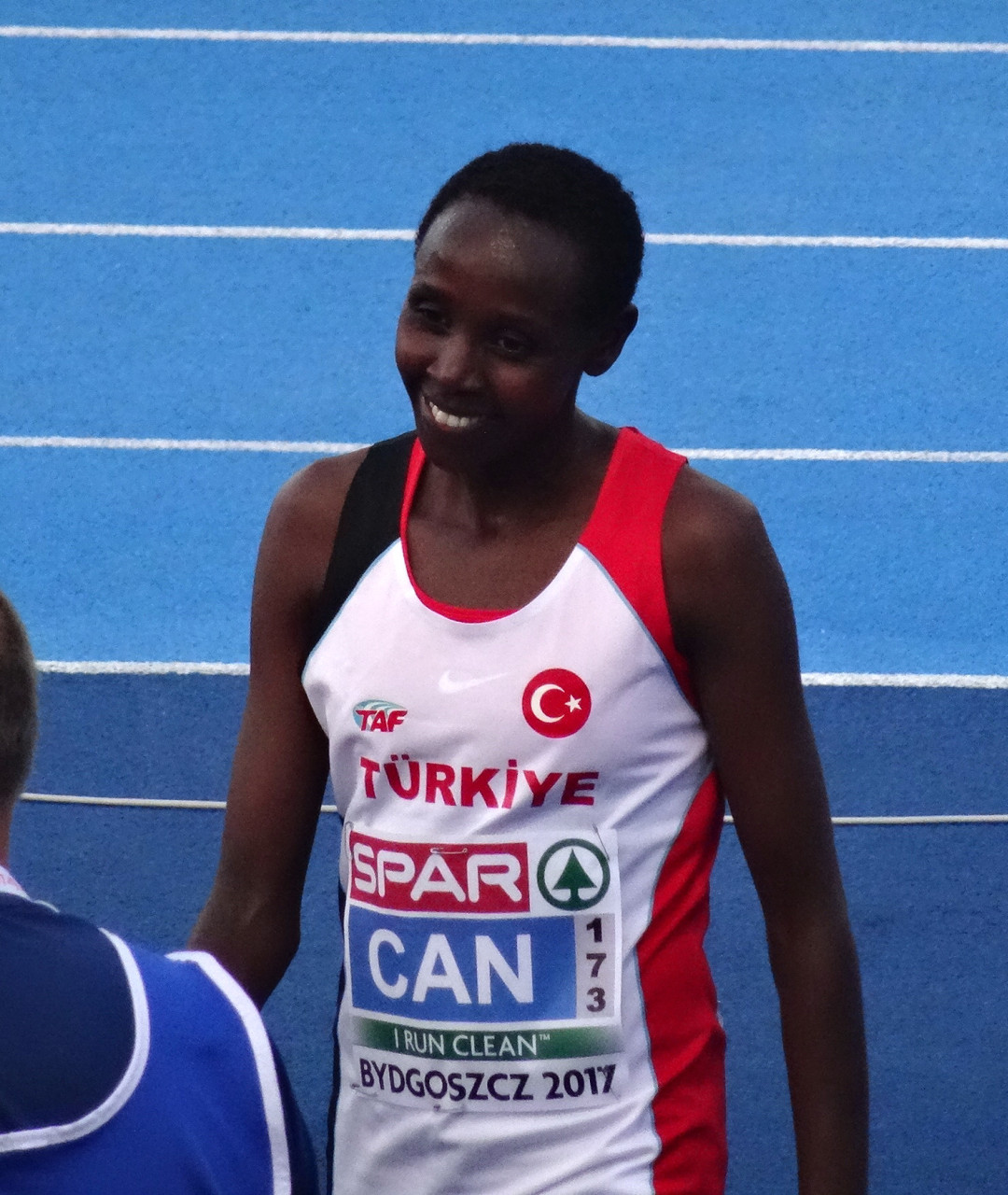
Yasemin Can – Rang vier

8. August 2018, 20:40 Uhr MESZ
| Platz | Athletin               | Land           | Zeit (min)  |
| ----- | ---------------------- | -------------- | ----------- |
|       | Lonah Chemtai Salpeter | Israel         | 31:43,29    |
|       | Susan Krumins          | Niederlande    | 31:52,55    |
|       | Alina Reh              | Deutschland    | 32:28,48    |
| 4     | Yasemin Can            | Türkei         | 32:34,34    |
| 5     | Alice Wright           | Großbritannien | 32:36,45    |
| 6     | Charlotta Fougberg     | Schweden       | 32:43,04 PB |
| 7     | Swjatlana Kudselitsch  | Belarus        | 32:46,34    |
| 8     | Maitane Melero Lacasia | Spanien        | 32:52,59    |
| 9     | Sara Catarina Ribeiro  | Portugal       | 32:53,71    |
| 10    | Nuria Lugueros         | Spanien        | 32:55,30    |
| 11    | Roxana Bârcă           | Rumänien       | 33:17,61    |
| 12    | Krisztina Papp         | Ungarn         | 33:20,27    |
| 13    | Natalie Tanner         | Deutschland    | 33:22,21    |
| 14    | Jip Vastenburg         | Niederlande    | 33:41,79    |
| 15    | Sophie Duarte          | Frankreich     | 33:56,57    |
| 16    | Emma Mitchell          | Irland         | 34:08,61    |
| 17    | Jewhenija Prokofjewa   | Ukraine        | 34:15,81    |
| DNF   | Olena Serdjuk          | Ukraine        |             |
| DNF   | Julija Schmatenko      | Ukraine        |             |
| DNF   | Katarzyna Rutkowska    | Polen          |             |
| DNF   | Anna Gehring           | Deutschland    |             |
| DNF   | Ancuța Bobocel         | Rumänien       |             |
| DNF   | Sara Moreira           | Portugal       |             |
| DNF   | Inês Monteiro          | Portugal       |             |
| DNF   | Tania Carretero        | Spanien        |             |
| DOP   | Meraf Bahta            | Schweden       |             |

| Zwischenzeiten      | Zwischenzeiten | Zwischenzeiten | Zwischenzeiten |
| Zwischenzeit- marke | Zwischenzeit   | Führende | 1000-m-Zeit    |
| ------------------- | -------------- | --- | -------------- |
| 01000 m             | 3:14,29 min    | Ancuța Bobocel mit dem kompletten Feld                                                                                  | 3:14,29 min    |
| 02000 m             | 6:23,94 min    | Salpeter, Can, Bobocel / 6-köpfige Verfolgergruppe 2 s zurück                                                           | 3:09,65 min    |
| 03000 m             | 9:32,37 min    | Salpeter, Can, Bobocel, Bahta, Krumins / Moreira ca. 3 s zurück / Reh ca. 5 s zurück / Vastenburg ca. 8 s zurück        | 3:08,43 min    |
| 04000 m             | 12:47,58 min   | Salpeter, Can, Bobocel, Bahta, Krumins / Moreira, Reh ca. 3 s zurück / Wright, Rutkowska, Vastenburg ca. 8 s zurück     | 3:15,21 min    |
| 05000 m             | 15:51,76 min   | Can, Salpeter, Bahta, Krumins / Bobocel ca. 7 s zurück / Reh, Moreira ca. 18 s / Wright, Rutkowska ca. 21 s zurück      | 3:04,18 min    |
| 06000 m             | 19:02,86 min   | Salpeter, Can, Krumins / Bahta ca. 2 s zur. / Bobocel ca. 16 s zur. / Moreira, Reh ca. 24 s zur. / Wright ca. 25 s zur. | 3:11,10 min    |
| 07000 m             | 22:10,77 min   | Salpeter / Krumins ca. 2 s zur. / Can ca. 4 s zur. / Bahta ca. 13 s zur. / Reh ca. 33 s zur. / Wright ca. 36 s zur.     | 3:07,91 min    |
| 08000 m             | 25:21,58 min   | Salpeter / Krumins ca. 3 s zur. / Can ca. 14 s zur. / Bahta ca. 23 s zur. / Reh ca. 38 s zur. / Wright ca. 44 s zur.    | 3:10,81 min    |
| 09000 m             | 28:34,67 min   | Salpeter / Krumins ca. 3 s zur. / Bahta ca. 29 s zur. / Can ca. 33 s zur. / Reh ca. 43 s zur. / Wright ca. 49 s zur.    | 3:13,09 min    |
| 10.000 m            | 31:43,29 min   | Lonah Chemtai Salpeter                                                                                                  | 3:08,62 min    |

Beste Europäerin im starken Feld der Afrikanerinnen bei den letzten Weltmeisterschaften war die Niederländerin Susan Krumins gewesen, die den fünften Platz belegt hatte. Die Türkin Yasemin Can hatte bei den Olympischen Spielen 2016 als beste Europäerin Rang sieben erreicht. Diese beiden Läuferinnen gehörten hier zu den Favoritinnen. Can war darüber hinaus Doppeleuropameisterin von 2016 über beide Bahnlangstrecken geworden. Eine weitere Medaillenkandidatin war die schwedische Europameisterin von 2016 über 5000 Meter Meraf Bahta, die allerdings später wegen Dopingmissbrauchs disqualifiziert wurde.
Der erste Kilometer mit der Rumänin Ancuța Bobocel an der Spitze war mit knapp 3:15 min nicht besonders schnell. Hier war das Feld entsprechend noch komplett zusammen. Doch bald übernahm die Israelin Lonah Chemtai Salpeter die Führung und mit einer leichten Temposteigerung fiel das Feld in kleinere Gruppen auseinander. Salpeter konnte sich zusammen mit Can und Bobocel absetzen. Allerdings lag eine sechsköpfige Verfolgergruppe nur wenige Sekunden zurück. Aus dieser Gruppe schlossen Krumins und Bahta zu den drei Spitzenreiterinnen auf. Dahinter folgten jeweils einzeln durch wenige Meter voneinander getrennt die Portugiesin Sara Moreira, die Deutsche Alina Reh und die Niederländerin Jip Vastenburg. Die Fünfergruppe vorne blieb zunächst zusammen, während Reh zu Moreira aufschloss. Wenige Sekunden zurück folgte eine Dreiergruppe mit Vastenburg, der Polin Katarzyna Rutkowska und der Britin Alice Wright. Bei Streckenhälfte verlor Bobocel, die später ganz aufgab, den Anschluss zu den Führenden.
Der Abstand der nun noch vier Spitzenreiterinnen auf Reh und Moreira bzw. Wright und Rutkowska vergrößerte sich im weiteren Verlauf mehr und mehr. Vastenburg war inzwischen zurückgefallen. Als nächste Läuferin verlor Bahta den Kontakt nach ganz vorne. Salpeter, Can und Krumins bildeten nun eine Dreierführungsgruppe. Moreira und Reh liefen weiterhin gemeinsam auf den Rängen fünf und sechs – Bahta war Vierte, Bobocel befand sich noch im Rennen. Als Siebte folgte Wright. Kurz vor der 7000-Meter-Marke hatte sich Salpeter leicht von ihren Konkurrentinnen abgesetzt. Krumins lag allerdings nur wenige Meter zurück, während Can nun Schwierigkeiten bekam und ganz abreißen lassen musste. Bahta war weiterhin Vierte. Reh folgte inzwischen alleine auf dem fünften Rang vor Wright, Moreira war zurückgefallen.
Das Rennen ging nun in die entscheidende Phase. Der Abstand zwischen Salpeter und Krumins blieb lange Zeit ziemlich konstant. Can verlor immer mehr an Boden. Sie musste zunächst die später disqualifizierte Bahta und schließlich auch Reh passieren lassen. Am Ende vergrößerte Lonah Chemtai Salpeter ihren Vorsprung auf fast zehn Sekunden und wurde Europameisterin vor Susan Krumins. Anstelle der zunächst drittplatzierten Bahta gewann Alina Reh schließlich Bronze vor Yasemin Can. Alice Wright wurde Fünfte vor der Schwedin Charlotta Fougberg und der Weißrussin Swjatlana Kudselitsch.

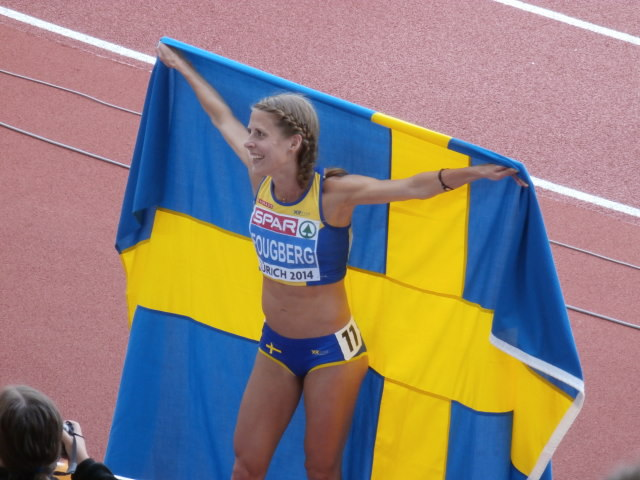
Charlotta Fougberg – Rang sechs
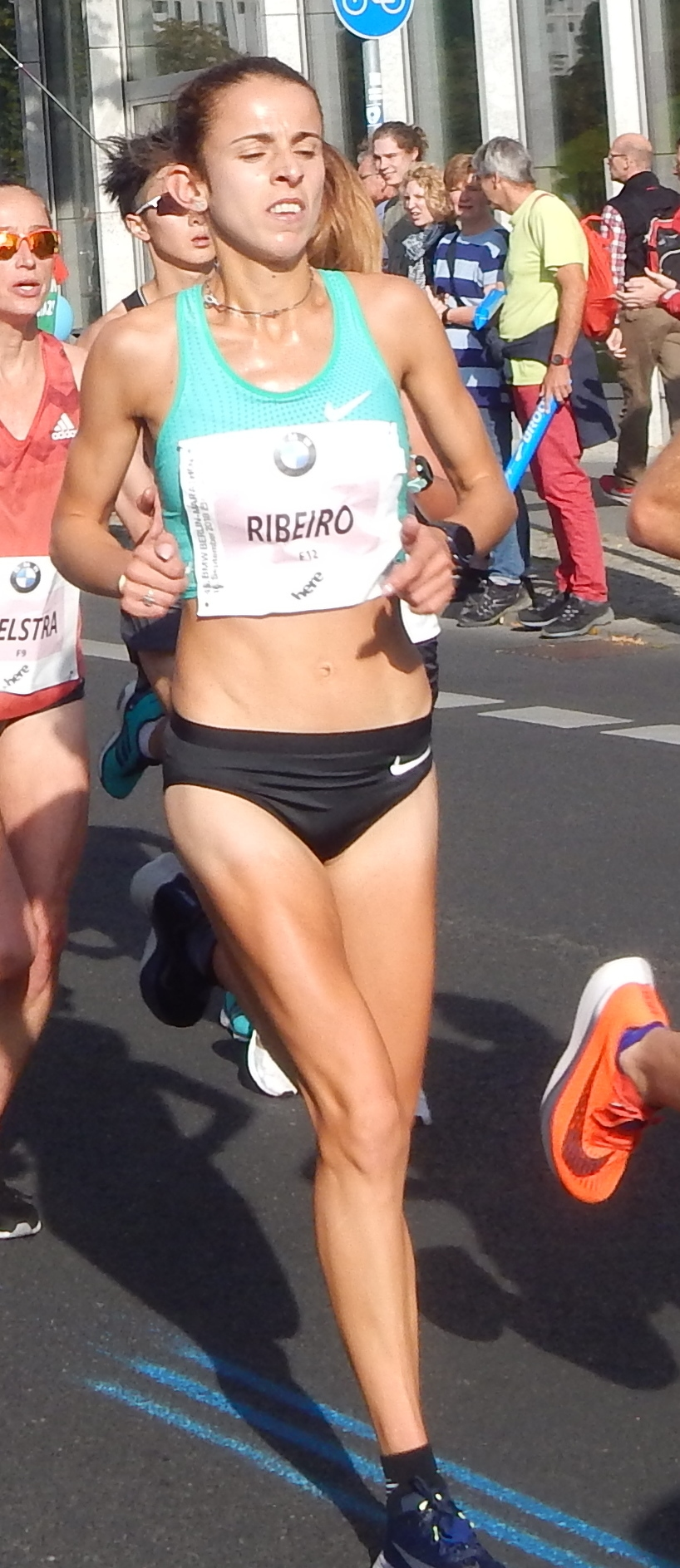
Sara Catarina Ribeiro – Rang neun
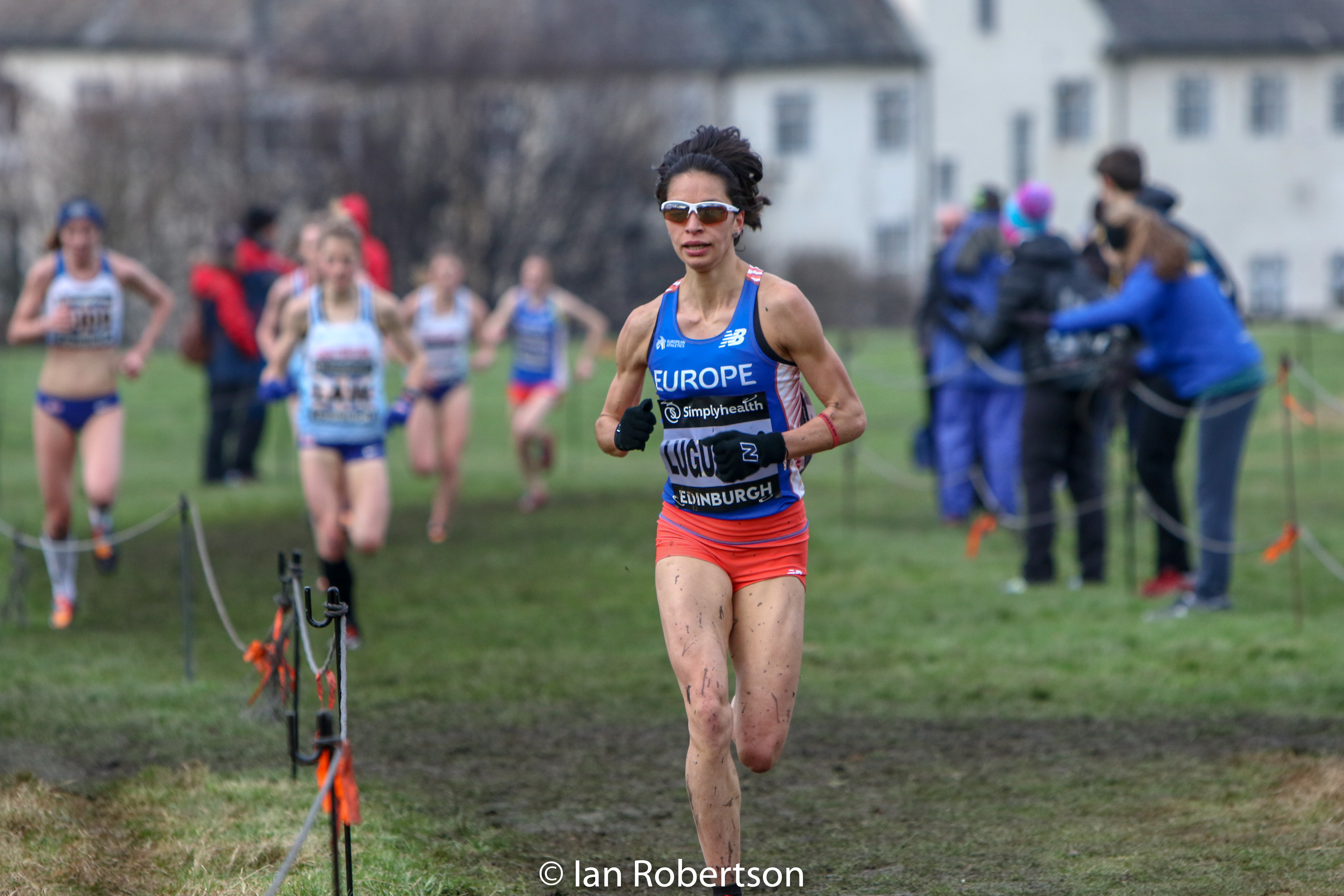
Nuria Lugueros (hier bei einem Crosslauf) – Rang zehn
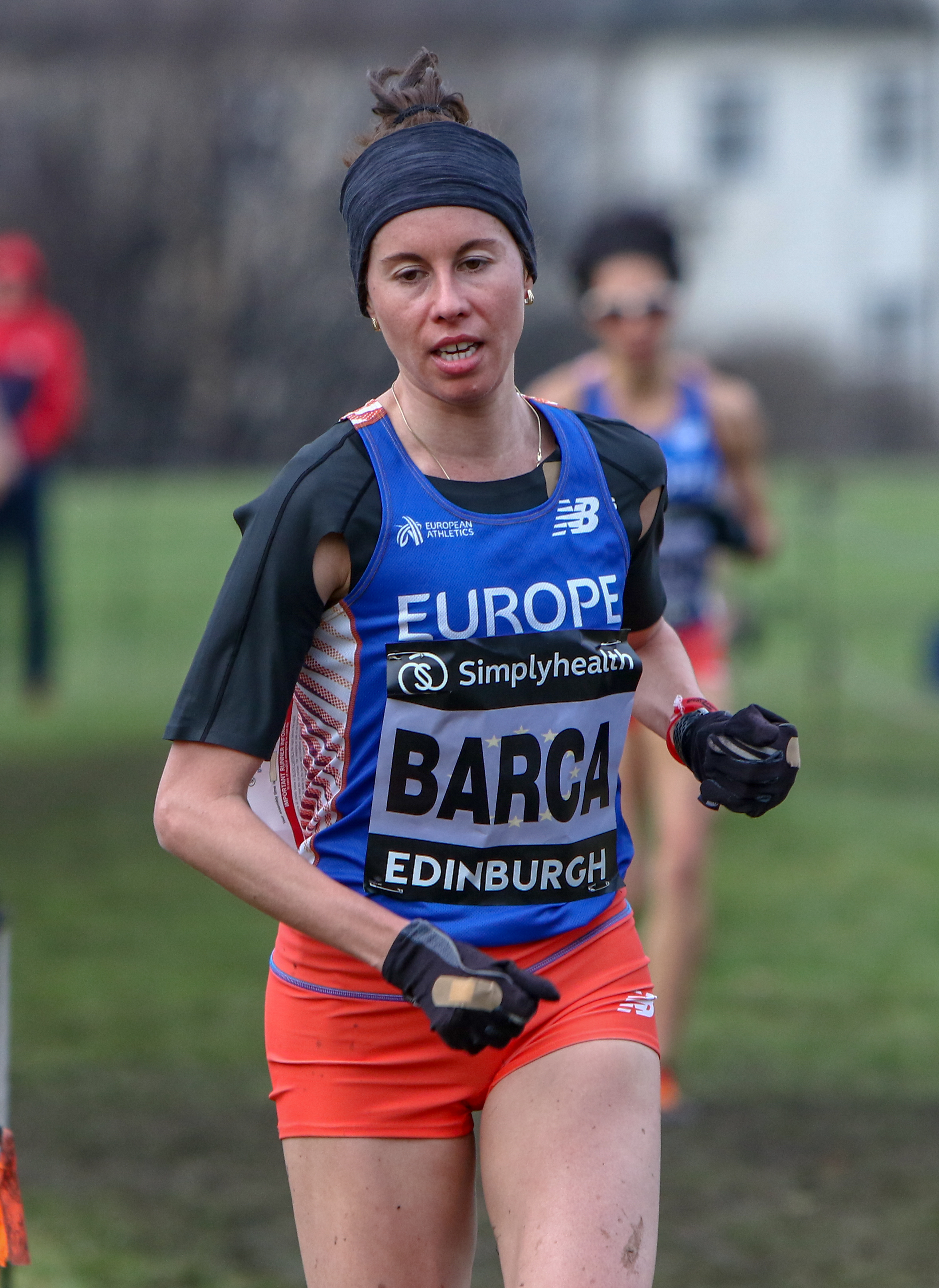
Roxana Bârcă – Rang elf

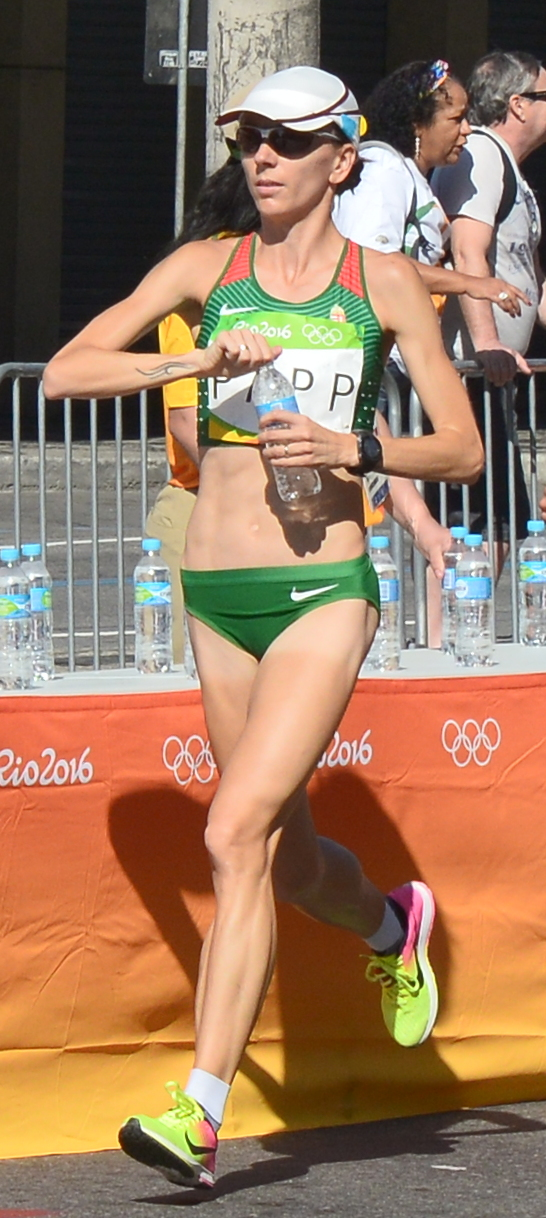
Krisztina Papp – Rang zwölf
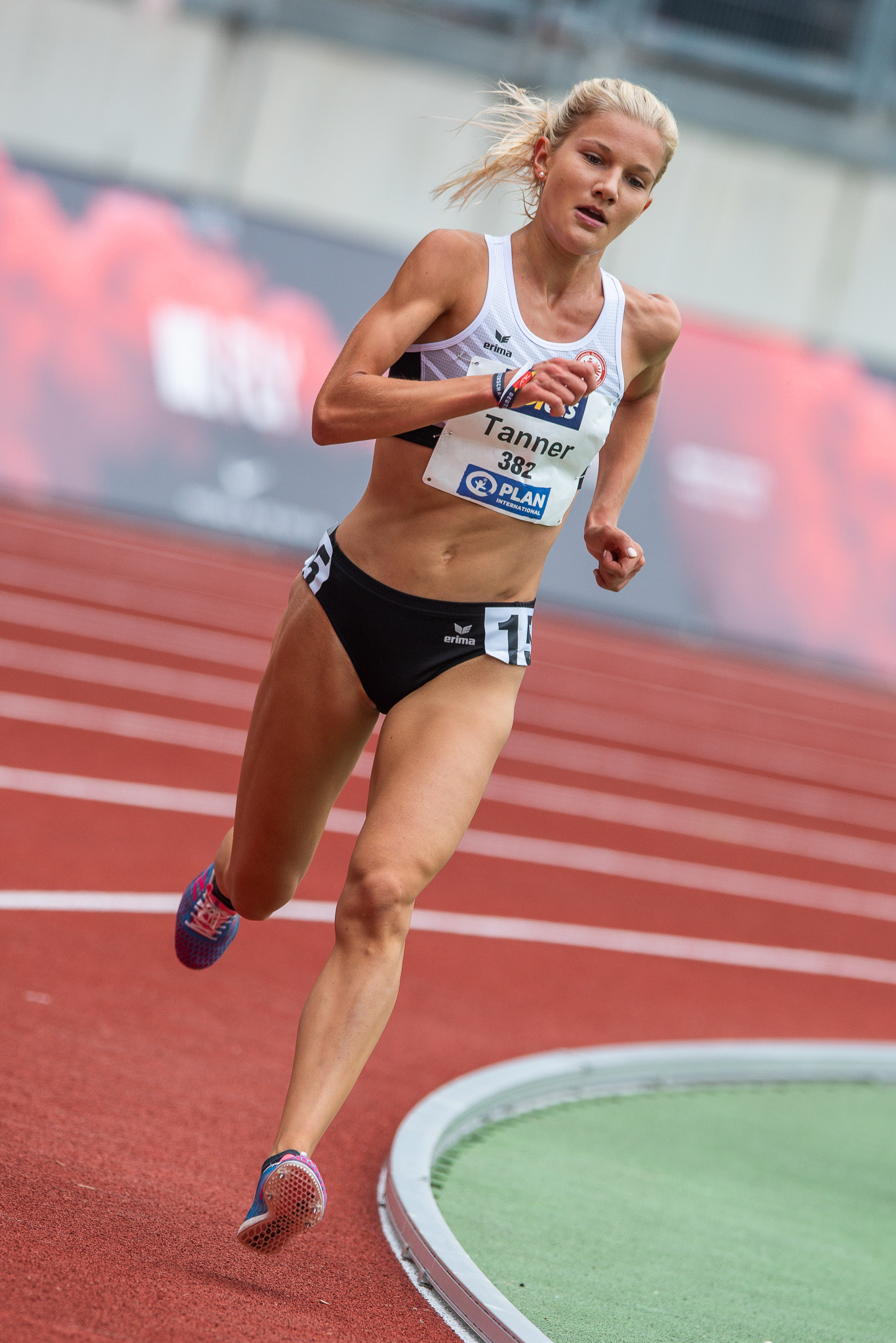
Natalie Tanner – Rang dreizehn
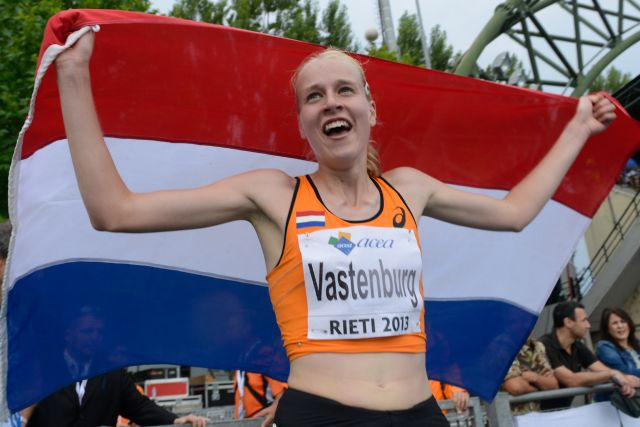
Jip Vatsenburg – Rang vierzehn
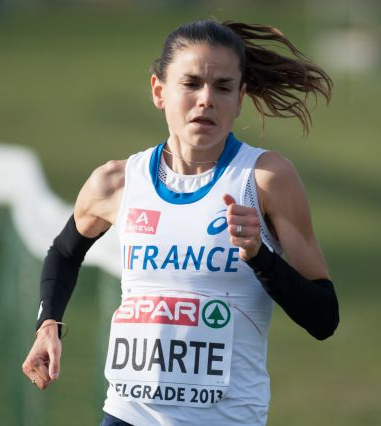
Sophie Duarte – Rang fünfzehn

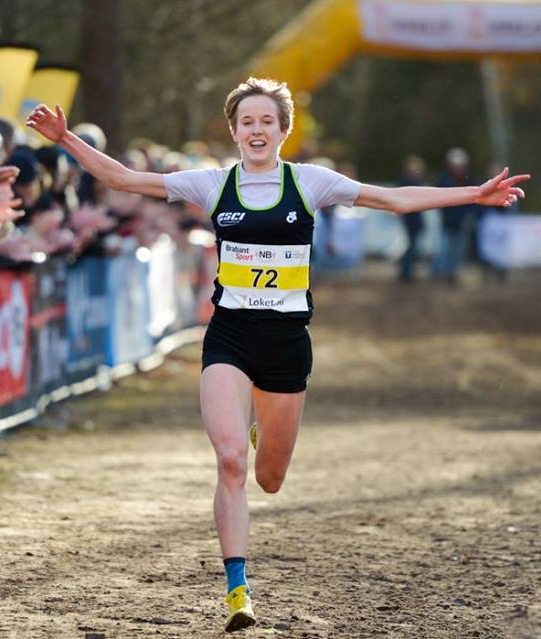
Anna Gehring – Rennen nicht beendet
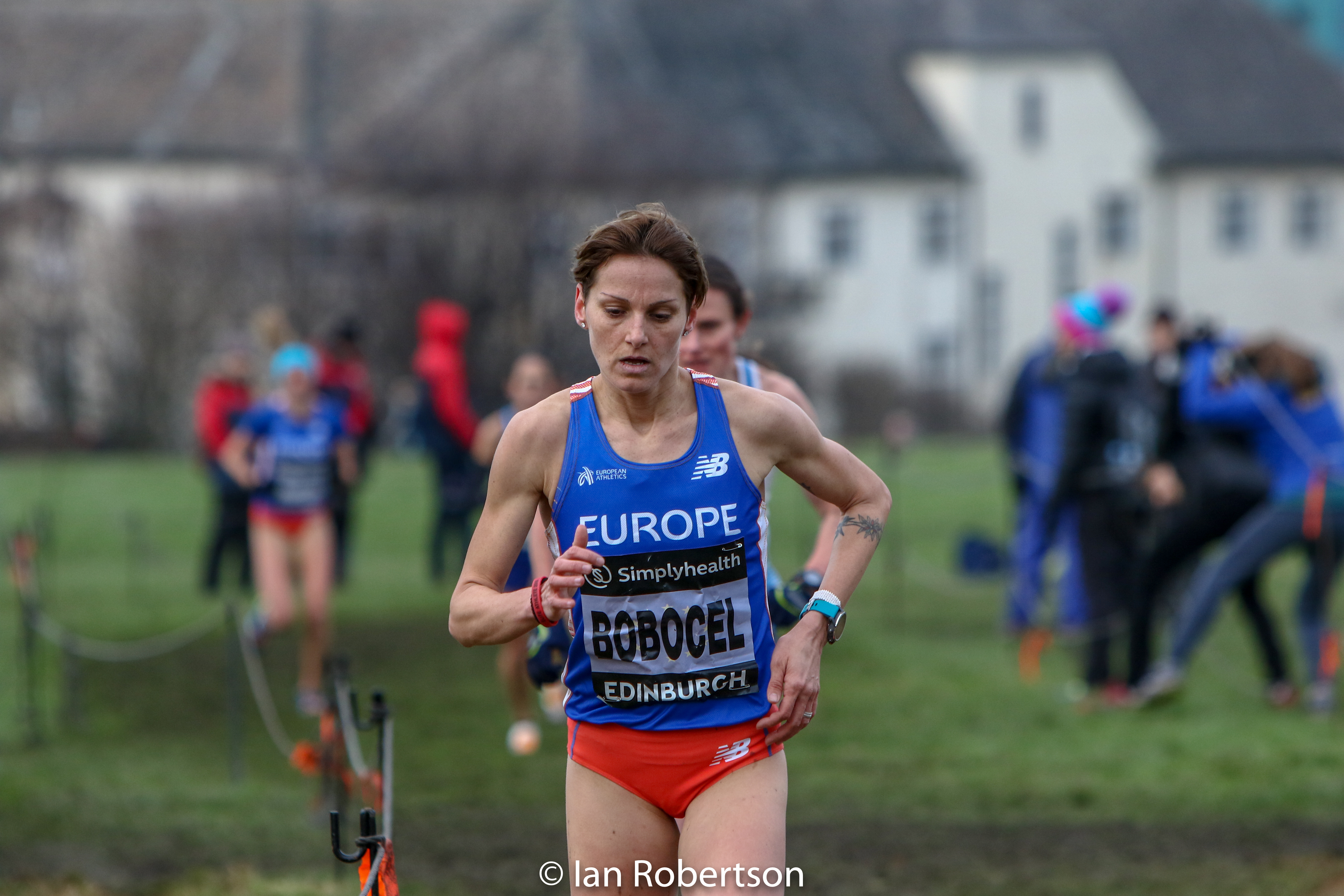
Ancuța Bobocel – Rennen nicht beendet
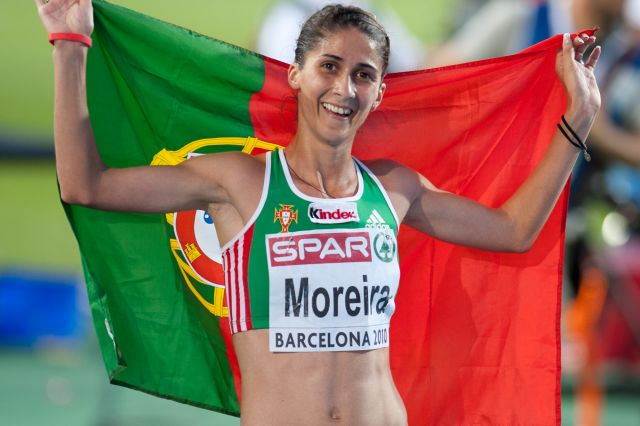
Sara Moreira – Rennen nicht beendet
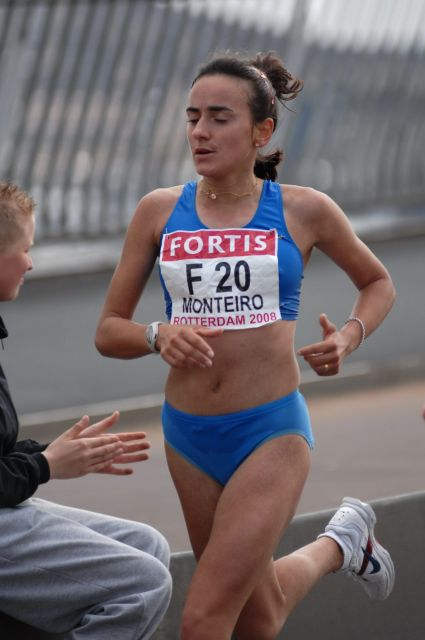
Inês Monteiro – Rennen nicht beendet